# Кирсанов, Иван Владимирович
Иван Владимирович Кирсанов (10 февраля 1977, Ленинград, СССР) — российский футболист.

## Биография
Внук Героя Советского Союза, летчика-бомбардировщика времен Великой Отечественной войны Ивана Ивановича Кирсанова (1913—1974). Воспитанник клуба «Зенит» Санкт-Петербург. Начинал карьеру в дубле команды. За основной состав «Зенита» провел только одну игру в Кубке России в сезоне 1995/1996.
В 1999 году некоторое время выступал в высшей лиге первенства Белоруссии за «Торпедо-МАЗ». Затем в течение нескольких лет играл в российском первом дивизионе за нижнекамский «Нефтехимик» и курский «Авангард».
Завершал профессиональную карьеру в петербургском «Динамо».
Играл на любительском уровне за команды  «Сварог СМУ-303» СПб (2006, 2008), «Руан» СПб/Кировск/Тосно (2008—2009).
С 2013 года работал в Академии «Зенита». Позднее вошел в тренерский штаб второй команды петербуржцев.

## Достижения
- Победитель Второго дивизиона зоны «Урал»: 2000.